# Вилхелм Вебер
Вилхелм Едуард Вебер (на немски: Wilhelm Eduard Weber; 24 октомври 1804 – 23 юни 1891) е германски физик. Заедно с Карл Фридрих Гаус са създатели на електромагнитния телеграф.

## Биография

### Произход и образование
Вебер е роден във Витенберг, където баща му, Михаел Вебер, е професор по теология. Вилхелм е вторият от трима братя, всички от които се отличават със склонност да се занимават с наука. След разпадането на университета във Витенберг баща му е прехвърлен към Хале през 1815 г. Вилхелм получава първите си уроци от баща си, но после е изпратен в гимназията Latina. След това влиза в университет и се посвещава на естествената философия. Той се отличава много в неговите класове, и благодарение на оригиналната си работа, получава степен „доктор“ и след това приват доцент, и по-късно е назначен за професор по естествена философия в Хале.

### Кариера
През 1831 г. по препоръка на Гаус, на 27-годишна възраст той е нает от университета в Гьотинген като професор по физика. Неговите лекции били интересни, поучителни и насочващи. Вебер мислел, че за да се разбира напълно физиката и да се прилага в ежедневния живот, само лекции, макар и илюстрирани чрез експерименти, са недостатъчни, и затова той насърчавал учениците си да експериментират безплатно в лабораторията на колежа. Като студент на двадесет години той, заедно с брат си Ернст Хайнрих Вебер, професор по анатомия в Лайпциг, написва книгата Wellenlehre, auf Experimente gegründet („Теория за вълните, основана на експерименти“), която донася на своите автори значителна репутация. Акустиката е любима наука му и той публикува множество неща в Poggendorffs Annalen, Schweigger Jahrbücher für Chemie und Physik и в музикалното списание Carcilia.

## Избрана библиография
- Wellenlehre auf Experimente gegründet oder über die Wellen tropfbarer Flüssigkeiten mit Anwendung auf die Schall- und Lichtwellen, Leipzig 1825.
- Mechanik der menschlichen Gehwerkzeuge. Eine anatomisch-physiologische Unteruschung, Göttingen 1836.
- Elektromagnetische Maassbestimmung, Leipzig 1846.
- Zur Galvanometrie, Göttingen 1862.
- Abhandlungen zur atomistischen Theorie der Elektrodynamik, Leipzig 1876.